# Politická krize v Jižní Koreji 2024–2025
Politická krize v Jižní Koreji vypukla poté, co prezident Jun Sok-jol vyhlásil 3. prosince 2024 stanné právo (korejsky 계엄, kjeom, hanča 戒嚴). Svůj krok obhajoval nutností zajistit svobodný a ústavní pořádek a obvinil opoziční strany z blokování činnosti parlamentu. V důsledku stanného práva byla pozastavena veškerá politická činnost a omezena svoboda projevu. Událost byla korejskými politiky i domácími a mezinárodními zpravodajskými organizacemi označena za pokus o puč. Vyhlášení stanného práva bylo odmítnuto oběma hlavními politickými stranami v zemi a na řadě míst následně vypukly protesty. V noci z 3. na 4. prosince 190 zákonodárců, kteří dorazili do jednacího sálu Národního shromáždění, jednomyslně schválilo návrh na zrušení stanného práva, a to navzdory pokusům armádních jednotek hlasování zabránit. V ranních hodinách 4. prosince prezident Jun a jeho kabinet stanné právo zrušili. Opozice následně zahájila proces ústavní žaloby proti Junovi a uvedla, že v něm bude pokračovat, pokud nerezignuje. Jun se za vyhlášení stanného práva omluvil a uvedl, že to už neudělá, nicméně trval na tom, že vyhlášení stanného práva bylo vládním aktem k ochraně proti protistátním silám. Obecně se však věří, že vyhlášení bylo motivováno politickými spory s Národním shromážděním ovládaným opozicí kvůli opakovaným pokusům o odvolání Junových úředníků, odporu vůči jeho rozpočtu a různým skandálům, do nichž byli zapleteni on a jeho manželka. 14. prosince parlament odhlasoval ústavní žalobu a do rozhodnutí Ústavního soudu Juna zbavil prezidentských pravomocí. Následně byl Jun 15. ledna 2025 zatčen a 26. ledna 2025 obžalován ze vzpoury, čímž se stal prvním úřadujícím prezidentem v historii Jižní Koreje, který byl zatčen a obžalován. Po řízení před Ústavním soudem byl 4. dubna Jun odvolán z prezidentské funkce.

## Předchozí události

### Prezidentské volby
Vyhlášení stanného práva předcházely spory v korejské politice a společnosti. Prezident Jun Sok-jol ze Strany lidové moci zvítězil ve volbách v roce 2022 nad kandidátem Demokratické strany I Če-mjongem rozdílem 0,73% hlasů, což byl nejtěsnější výsledek v historii Korejské republiky. Poté se překvapivě rozhodl přenést sídlo hlavy státu z tradičního Modrého domu na ministerstvo obrany, což byla nákladná a nepopulární změna. Poté následovaly další problémy a skandály, například incident se smrtící tlačenicí při Halloweenu v Soulu v roce 2022, který byl vládě dáván za vinu, nebo aféra prezidentovy ženy přistižené při přebírání dárku v podobě kabelky od Diora za dva tisíce dolarů a podezření, že se již dříve podílela na burzovních machinacích. Vlivem těchto událostí Junova obliba klesla na rekordně nízkých 17 procent. Ve volbách do Národního shromáždění v dubnu 2024 zvítězila opoziční Demokratická strana, která získala většinu 175 poslanců z 300 a začala blokovat prezidentovy kroky. Ze strany parlamentu došlo k podání návrhu na odvolání některých nejvyšších státních zástupců a odmítnutí vládního návrhu rozpočtu.

### Krize zdravotnictví
Krize ve zdravotnictví vypukla v únoru 2024 po oznámení nových vládních politik výrazně zvyšujících kvóty pro přijímání studentů medicíny. Tisíce rezidentů a stážistů od té doby podaly výpověď, což přimělo profesory lékařských fakult, aby převzali jejich práci. To vedlo k tomu, že pacienti s méně závažnými a neurgentními případy již nemohli být léčeni ve specializovaných zdravotnických zařízeních, což způsobilo finanční obavy ve velkých univerzitních nemocnicích a vyvolalo veřejné obavy ohledně včasného přístupu k lékařské péči.

## Stanné právo

### Vyhlášení stanného práva
| „             | Drazí občané, abych ochránil svobodnou Korejskou republiku před hrozbou severokorejských komunistických sil, abych jedním rázem vymýtil nestoudné proseverní protistátní síly, které olupují náš lid o svobodu a štěstí, a abych zabezpečil liberální ústavní pořádek, tímto vyhlašuji mimořádné stanné právo. | “ |
| — Jun Sok-jol | |   |

Prezident Jun Sok-jol vyhlásil stanné právo 3. prosince 2024 ve 22:27 korejského standardního času v přímém televizním přenosu. Bylo to poprvé od roku 1980, co bylo v Jižní Koreji stanné právo vyhlášeno. Ve svém prohlášení obvinil Demokratickou stranu ze sympatií k Severní Koreji a z provádění „protistátních aktivit“. Stranu označil za zločineckou organizaci, která spolupracuje se severokorejskými komunisty s cílem zničit zemi. 

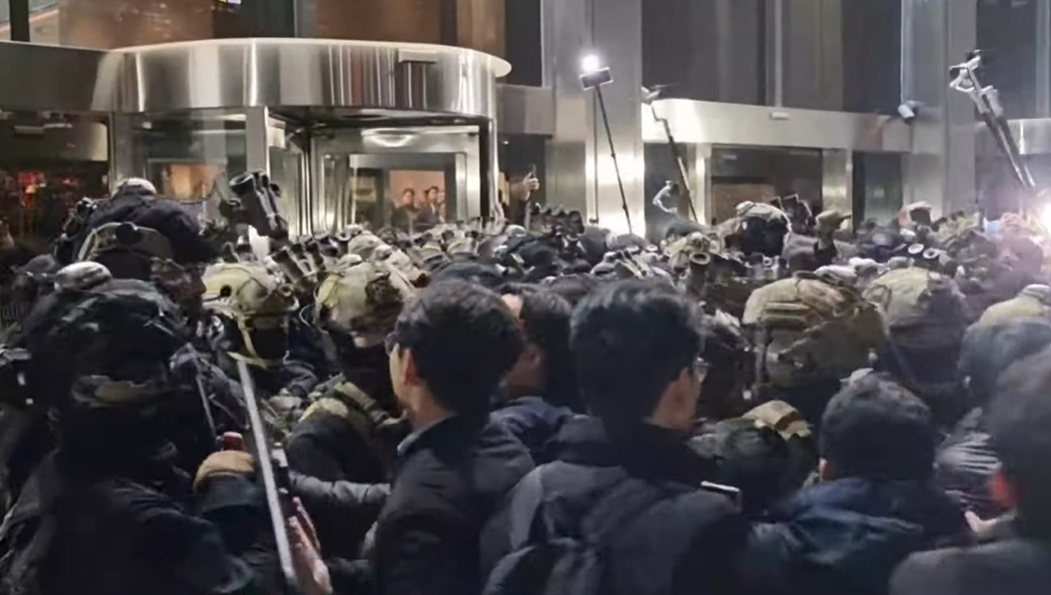
Střety vojáků s demonstranty, 3. prosince 2024

Vyhlášení stanného práva sklidilo ostrou kritiku jak ze stran opozice, tak Junovy vlastní strany. Předseda Národního shromáždění U Won-sik v 22:42 oznámil, že okamžitě svolá plenární zasedání za účelem zrušení nařízení o stanném právu a vyzval všechny zákonodárce, aby se shromáždili v budově parlamentu. Podle ústavy musí prezident a vláda stanné právo zrušit, pokud o to požádá nadpoloviční většina všech poslanců. Bezprostředně poté začaly střety policie s protestujícími u sídla parlamentu. Předseda vládnoucí strany Han Dong-hun prohlásil: "Vyhlášení stanného práva je špatně, společně s lidmi jej zastavíme." Předseda opozičních Demokratů I Če-mjong sdílel na YouTube videovzkaz, ve kterém prohlásil: "Pro vyhlášení stanného práva neexistuje žádné ospravedlnění. Nemůžeme dovolit armádě vládnout zemi... Přijďte prosím do Národního shromáždění a stůjte s námi." Bývalý prezident Mun Če-in oslovil armádu jako bývalý vrchní velitel v příspěvku na Facebooku a vyzval je, aby respektovali vůli lidu, nejednali proti Národnímu shromáždění a přísně dodržovali ústavní principy. 

Prezidentem ustanovené Velitelství stanného práva ve 23:25 vydalo rozkaz o mimořádných opatřeních se zpětnou platností od 23:00. Tento rozkaz zakázal činnost parlamentu a politických stran a podřídil média vojenské kontrole. Stávkujícímu zdravotnickému personálu, včetně mediků, bylo nařízeno vrátit se do práce, jinak jim hrozilo zatčení.
Velitelství stanného práva nařizuje následující s platností od 23:00 dne 3. prosince 2024 s cílem ochránit liberální demokracii před protistátními silami působícími ve svobodné Korejské republice a jejich hrozbami směřujícími k podvracení státu a k zajištění veřejné bezpečnosti:
1. Veškeré politické aktivity, včetně činnosti Národního shromáždění, místních zastupitelstev, politických stran a politických sdružení, shromáždění a demonstrací, jsou zakázány.
2. Jsou zakázány veškeré činy, které popírají nebo se pokoušejí svrhnout svobodný demokratický systém. Šíření falešných zpráv, manipulace veřejného mínění a nepravdivá propaganda jsou zakázány.
3. Veškerá média a publikace podléhají kontrole Velitelství stanného práva.
4. Stávky, přerušení práce a shromáždění, která podněcují společenský chaos, jsou zakázány.
5. Studenti medicíny a veškerý ostatní zdravotnický personál, který je ve stávce nebo opustil svá pracoviště, se musí do 48 hodin vrátit na svá místa a pracovat svědomitě. Ti, kdo tento příkaz poruší, budou potrestáni v souladu se Zákonem o stanném právu.
6. Nevinní běžní občané, s výjimkou protistátních a jiných podvratných sil, budou podléhat opatřením k minimalizaci nepříjemností v jejich každodenním životě.

Osoby porušující toto nařízení mohou být zatčeny, zadrženy a prohledány bez soudního příkazu v souladu s článkem 9 Zákona o stanném právu (Zvláštní pravomoci velitele stanného práva) a budou potrestány v souladu s článkem 14 Zákona o stanném právu (Trestní ustanovení).

- Velitel stanného práva, armádní generál Park An-su, úterý, 3. prosince 2024.

### Plán na hromadné zatčení politiků a veřejných osobností
Ve 22:28 ministr obrany Kim Jong-hjun nařídil, generálporučíku Jo In-hjongovi, aby jeho síly provedly zatčení politiků a dalších osobností z dříve schváleného seznamu. Podle pozdější výpovědi zástupce ředitele Národní zpravodajské služby (NIS) Hong Čang-wona mu prezident Jun zavolal  v 22:53 a nařídil mu asistovat při zatýkání jeho politických protivníků. Hong také vypověděl, že generál In-hjong mu později předal seznam jednotlivců, kteří byli určeni k zatčení:
- Lídr Demokratické strany I Čche-mjong
- Předseda Národního shromáždění I Won-sik
- Předseda Strany lidové moci Han Dong-hun
- Poslanec Demokratické strany Kim Min-sok
- Lídr Strany obnovy Koreje Čo Kuk
- Liberální novinář Kim Ou-čun
- Bývalý předseda Nejvyššího soudu Kim Mjong-su

### Zásah ozbrojených sil v parlamentu
Podle ministerstva obrany bylo k provádění stanného práva připraveno přibližně 1 580 vojáků, 107 vojenských vozidel, 12 vrtulníků Black Hawk a více než 9 000 kusů ostré munice.
Od 22:48 žádaly jednotky stanného práva opakovaně Velitelství obrany hlavního města o povolení k přeletu vrtulníků nad omezeným vzdušným prostorem za účelem obsazení budovy Národního shromáždění. Povolení bylo však opakovaně zamítnuto s odůvodněním, že účel letů nebyl jasný. K schválení došlo až ve 23:31. Celkem 24 vrtulníkových letů přepravilo 240 vojáků k Národnímu shromáždění, přičemž poslední let proběhl v 01:18 následujícího rána. Ve 23:04 Soulská metropolitní policie zablokovala všechny vchody do budovy Národního shromáždění aby zabránila zákonodárcům v přístupu na zasedání. Poslanci se však pokusili obejít policejní zátarasy a dostat se do budovy, přičemž někteří z nich dostali pomoc od civilistů. Lídr Demokratické strany I Če-mjong na internetu živě vysílal, jak přelézá 1,5metrový plot, aby se dostal do budovy. Předseda Národního shromáždění U Won-sik musel překonat plot stejným způsobem. Předseda Reformní strany I Čun-sok byl viděn při konfrontaci s policisty kvůli blokování vstupu poslanců, přičemž později uvedl, že někteří příslušníci policie vůbec nevěděli, jak mají postupovat.
Ve 23:50 se k parlamentu přiblížily vojenské vrtulníky UH-60P Black Hawk, což přimělo zákonodárce a jejich asistenty k vybudování barikád z nábytku uvnitř budovy. Na pozemcích Národního shromáždění přistály nejméně tři vrtulníky, zatímco další dva kroužily nad budovou. Během konfrontací uvnitř budovy došlo ke zraněním a vojáci rozbili okna několika poslaneckých kanceláří. Přístup do hlavního sálu zůstal zablokován barikádami z nábytku.  V ulicích byly spatřeny obrněné vojenské vozy. Velitelství stanného práva rovněž nařídilo vystěhování novinářů z budovy prezidentské kanceláře v Soulu. Kolem 23:57 dorazili k parlamentu vojáci 707. jednotky speciálních misí, kteří se pokusili proniknout dovnitř. Došlo ke střetům se zaměstnanci a asistenty poslanců, kteří se jim snažili zabránit ve vstupu. Ve 00:45 vtrhlo do budovy Národního shromáždění přibližně 300 vojáků, rozbíjeli okna a pokusili se proniknout do hlavního sálu. Zaměstnanci však proti nim použili hasicí přístroje a podařilo se jim zabránit ve vstupu. Někteří vojáci se pokusili dostat dovnitř přes čtvrté patro, ale byli zastaveni zaměstnanci. Vojáci rozbili okna několika poslaneckých kanceláří a při střetech uvnitř budovy došlo ke zraněním. Nakonec se jim však nepodařilo dostat do hlavního jednacího sálu, jehož vchody byly zablokovány nábytkem.  Mluvčí Demokratické strany An Kwi-rjong byla zachycena při pokusu zmocnit se zbraně vojáka, který na ni krátce namířil, na což reagovala slovy: „Nestydíte se?“ Video incidentu bylo zachyceno naživo OhmyNews a získalo miliony zhlédnutí na sociálních sítích.

### Zásah ozbrojených sil v sídle Národní volební komise

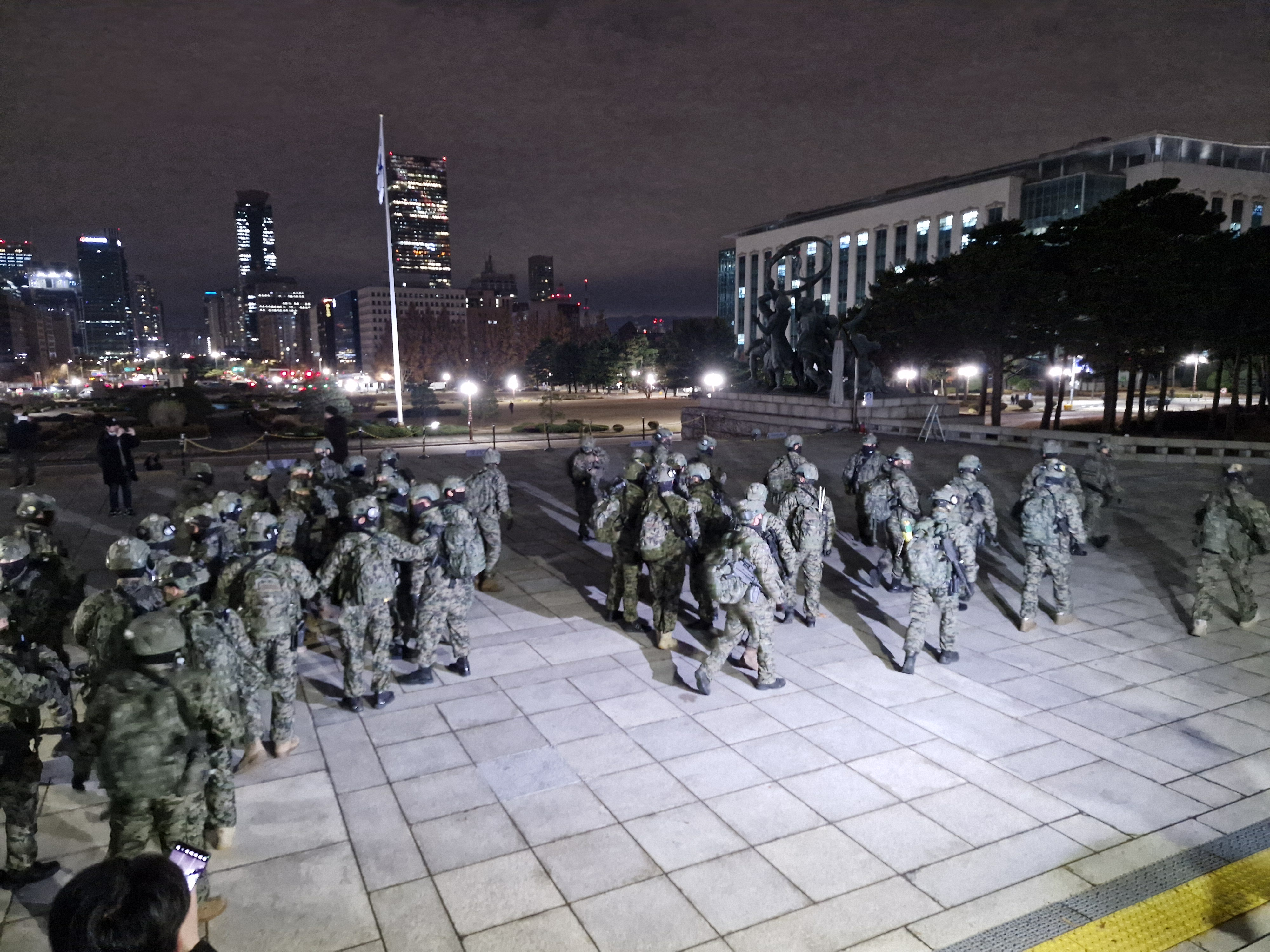
Vojáci opouštějící sídlo parlamentu po zrušení stanného práva, 4. prosince 2024

Po vyhlášení stanného práva provedly ozbrojené složky zásahy v několika objektech Národní volební komise (NEC). Jednalo se o ústředí NEC v Kwačchonu v provincii Kjonggi (10 vojáků), výcvikové středisko NEC v Suwonu ve stejné provincii (130 vojáků) a Komisi pro posuzování volebních průzkumů v okrese Gwanak v Soulu (47 vojáků). Podle médií byly zaměstnancům NEC během zásahu odebrány mobilní telefony. Serverovnu v budově ústředí NEC obsadili příslušníci Skupiny pro ochranu zpravodajství (součást Velitelství obranného kybercentra, DCC). Jednotka byla vyzbrojena a její členové měli uniformy bez označení jednotek či identifikačních znaků. Vnější bezpečnost objektu zajišťovali vojáci Zvláštního výsadkového vojska a příslušníci Národní policie z oblastního ředitelství v jižní části provincie Kjonggi.
Zásah organizoval generálporučík Jo In-hjong, velitel DCC. Jo byl v minulosti kritizován za projevy sympatií k bývalým prezidentům Čon Du-hwanovi a No Tche-uovi. Jo v souvislosti s operací telefonicky kontaktoval policejního prezidenta, který následně poskytl policii k zajištění operace. Podle vyjádření generála Kima Jong-hjuna bylo účelem nasazení jednotek prověřit možnost volebního podvodu při volbách do Národního shromáždění v dubnu 2024. Tyto podezření byly šířeny také některými krajně pravicovými youtubery. Obvinění z volebních podvodů však byla opakovaně vyvrácena oficiálními orgány. Poslanec I Jun-sok z Reformní strany uvedl, že prezident Jun již dříve opakovaně hovořil o volebních podvodech během jejich setkání, když působil jako předseda vládní Strany lidové moci; rovněž kritizoval prezidenta Juna za údajné přejímání konspiračních teorií a uvedl, že prezident je obklopen lidmi, kteří těmto teoriím věří.

### Zrušení stanného práva
Národní shromáždění zahájilo mimořádné zasedání ve 00:48. Ve 01:02, za přítomnosti 190 ze 300 zákonodárců, bylo jednomyslně odhlasováno zrušení stanného práva. Pro hlasovalo 172 opozičních poslanců a 18 členů frakce vládní strany. Po hlasování předseda U Won-sik vyzval armádu a policii k opuštění budovy Národního shromáždění se slovy: „Vyhlášení mimořádného stanného práva je nyní neplatné.“ Zároveň zdůraznil, že prezident neinformoval Národní shromáždění o vyhlášení stanného práva, jak vyžaduje ústava. Lee Jae-myung uvedl, že poslanci Demokratické strany zůstanou v budově, dokud prezident oficiálně neukončí stanné právo, a vyzval policii a armádu, aby se vrátily na své pozice a neuposlechly prezidentův „nelegální rozkaz“. Prezident následně avizoval, že stanné právo zruší po zasedání vlády. Ta se na zrušení stanného práva shodla. Stanné právo formálně skončilo v 4:30 místního času, platilo tak zhruba 6 hodin. Armáda poté rozpustila velitelství stanného práva a vojáci budovu parlamentu opustili. Plenární zasedání  Národního shromáždění bylo ukončeno v 05:54.

## Stíhání prezidenta

### Ústavní žaloba
| Poslanci      | Datum hlasování | Datum hlasování |
| Poslanci      | 7. 12.          | 14. 12.         |
| ------------- | --------------- | --------------- |
| Pro           | 195             | 204             |
| Proti         | 0               | 85              |
| Zdrželi se    | 0               | 3               |
| Neplatný hlas | 0               | 8               |
| Nepřítomní    | 105             | 0               |
| Celkem        | 300             | 300             |

Opozice v reakci uvedla, že bude usilovat o odvolání prezidenta,  a pokud Jun sám neodstoupí, zahájí proti němu proces impeachmentu. Jeho odvolání podpořil i předseda prezidentovy strany Han Dong-hun a vyzval k pozastavení jeho pravomocí. Postup při odvolání prezidenta upravují články 65, 111 a 113 ústavy Korejské republiky. Odvolání je možné pouze prostřednictvím ústavní žaloby v případě, že poruší ústavu nebo jiné zákony při výkonu svých povinností. Návrh na obžalobu musí podat nadpoloviční většina všech členů Národního shromáždění a pro schválení musí hlasovat alespoň dvě třetiny všech poslanců. Jakmile je návrh přijat, prezident je dočasně zbaven pravomocí a nesmí vykonávat svou funkci až do rozhodnutí soudu. Následně je žaloba podána k Ústavnímu soudu, který o ní musí rozhodnout do 180 dní; pro odvolání pak z devíti soudců Ústavního soudu musí alespoň šest hlasovat pro. Následkem není rozsudek, ale pouze odvolání z úřadu; tento proces tak nezbavuje prezidenta odpovědnosti za případné trestné činy nebo občanskoprávní delikty, kterých se mohl dopustit. Po odvolání tak může být stíhán podle platných zákonů.
Dne 5. prosince 2024, během vyšetřování vedeného Národním shromážděním, náčelník generálního štábu armády Park An-su uvedl, že text prohlášení o vyhlášení stanného práva obdržel až večer téhož dne a nebyl informován o nasazení vojáků do prostor Shromáždění. Náměstek ministra obrany Kim Son-ho sdělil, že o vyhlášení stanného práva se dozvěděl z médií a že rozkaz k nasazení jednotek do parlamentu vydal Kim Jong-hjun s cílem zabránit shromáždění zákonodárců. Kim zároveň vyjádřil lítost nad tím, že nedokázal nasazení jednotek zabránit, a prohlásil, že s tímto krokem nesouhlasil. Národní policejní agentura v ten samý den oznámila, že prezident Jun je na základě stížnosti opozice vyšetřován pro podezření ze vzpoury. Park An-su rovněž předložil prezidentu Junovi svou rezignaci, která však byla odmítnuta.
Dne 6. prosince velitel speciálních jednotek Kwu Čong-guen prohlásil, že vojákům přítomným v budově Shromáždění 3. prosince nařídil nevstupovat do jednacího sálu, vyloučil použití ostré munice a jakékoli násilí vůči civilistům. Rovněž uvedl, že by v případě opětovného vyhlášení stanného práva obdobné rozkazy neuposlechl. Téhož dne ministerstvo obrany pozastavilo výkon služby Kwu Čong-guenovi, Jo In-hjungovi a veliteli obrany hlavního města I Čin-wúovi kvůli jejich roli při uplatňování stanného práva. Spolu s Parkem An-suem jim byl rovněž uložen zákaz vycestování do zahraničí. Zástupce ředitele Národní zpravodajské služby (NIS) Hong Čang-won uvedl, že obdržel od prezidenta Juna telefonické pokyny k zatýkání politiků během stanného práva. Tento výrok však popřel ředitel NIS Čo Tae-jong s tím, že zpravodajská služba takovými pravomocemi nedisponuje.

Národní archiv Koreje následně vydal výzvy Úřadu prezidenta, ministerstvu obrany a dalším dotčeným institucím, aby uchovaly veškeré dokumenty, videozáznamy a jiné záznamy související s vyhlášením stanného práva, vzhledem k obavám z jejich možného zničení. Prezidentský úřad následně oznámil, že nemá k dispozici detailní zápis z jednání vlády, které stannému právu předcházelo.

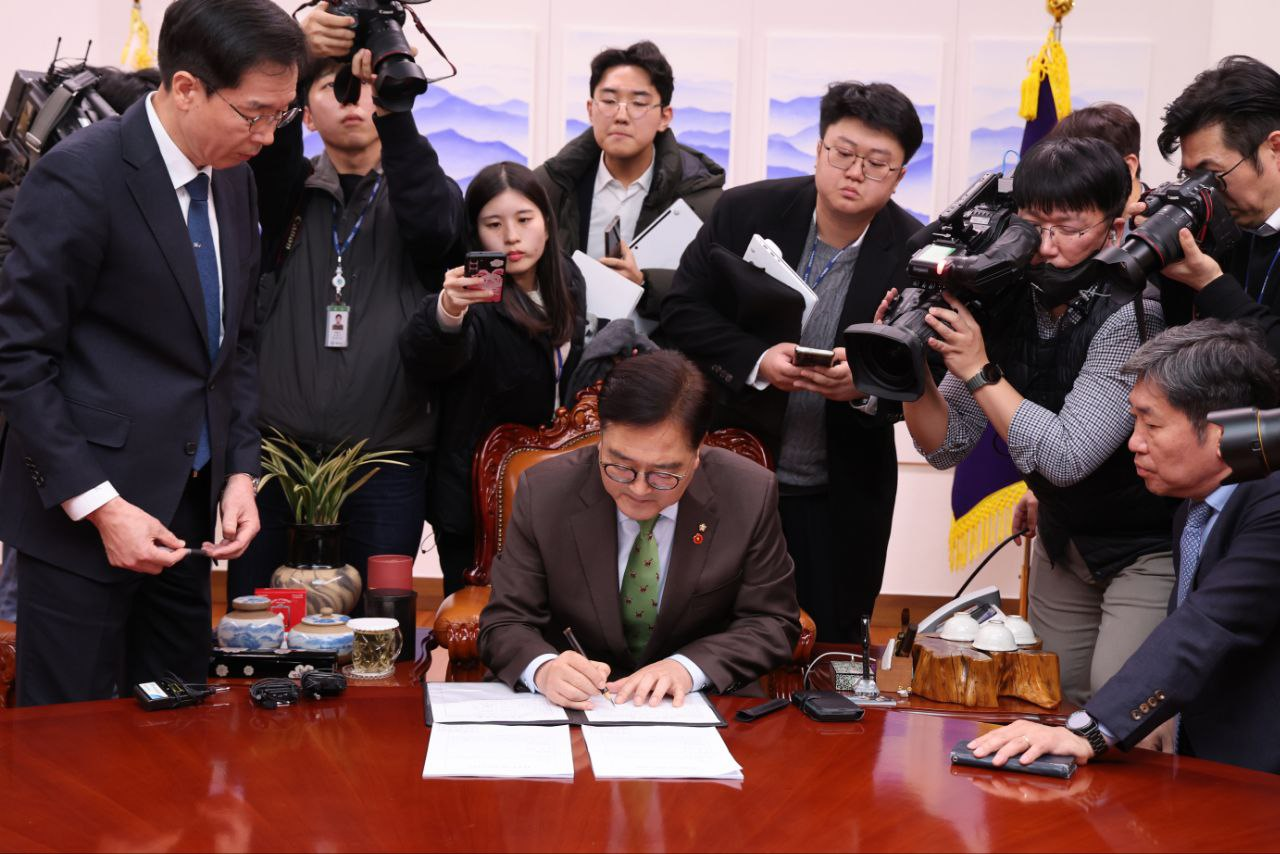
Předseda parlamentu U Won-sik podepisuje usnesení o ústavní žalobě na prezidenta, 14. prosince 2024

První parlamentní hlasování o ústavní žalobě na prezidenta 7. prosince 2024 bylo zablokování vládními poslanci, kteří na protest opustili jednací sál. Výsledek vedl k vlně veřejného rozhořčení, přičemž petice požadující rozpuštění strany PPP získala na webu Národního shromáždění více než 171 000 podpisů, čímž překročila zákonný limit 50 000 potřebný k jejímu předložení příslušnému výboru. Téhož dne se prezident v televizním projevu za vyhlášení stanného práva omluvil, nicméně rezignaci odmítl.
Dne 12. prosince vydal prezident Jun prohlášení, v němž oznámil, že „bude bojovat až do konce“ a odmítl výzvy k rezignaci. Vyhlášení stanného práva obhajoval jako legitimní „akt vládnutí“ proti „silám a zločineckým skupinám“, které podle něj ochromují vládu. Obvinil opozici z narušování ústavy a prohlásil: „Opoziční strany právě tančí zběsilý mečový tanec a tvrdí, že vyhlášení stanného práva bylo zločinem vzpoury – je tomu skutečně tak? Kdo skutečně paralyzuje vládu a rozvrací korejský ústavní pořádek?“ Dále uvedl, že parlamentní většina vedená opozicí nahrává Severní Koreji a představuje „monstrum ničící ústavní pořádek liberální demokracie“.
Na druhý pokus byla žaloba 14. prosince 2024 schválena; hlasování se zúčastnilo všech 300 zákonodárců, přičemž 204 hlasovalo pro, a to včetně 12 členů Junovy strany. Jun Sok-jol byl tímto rozhodnutím zbaven prezidentských pravomocí, úřadující hlavou státu se stal premiér země Han Tok-su. Ten však byl parlamentem rovněž odvolán, protože odmítl jmenování tří soudců Ústavního soudu. Právě Ústavní soud má rozhodovat o žalobě na prezidenta Juna, tento krok tak byl považován za zdržování procesu. Dne 27. prosince tak pozici premiéra a úřadujícího prezidenta převzal ministr financí Čchoi Sang-mok.

### Zatčení

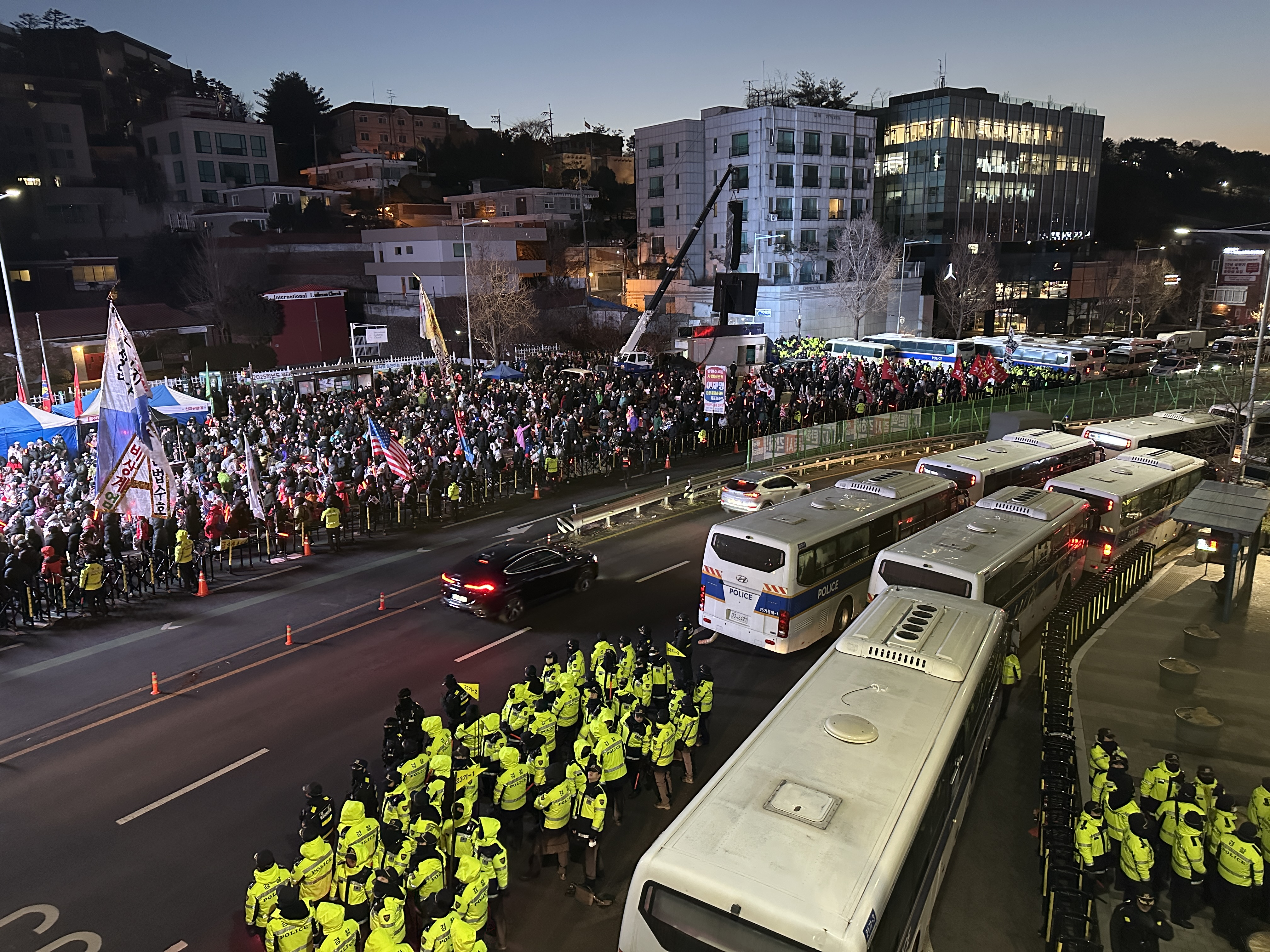
Demonstranti podporující Juna (vlevo nahoře) a policisté (ve žlutých vestách) u předního vchodu do Junovy rezidence několik hodin před jeho zatčením, 15. ledna 2025

Úřad pro vyšetřování korupce v řadách vedoucích představitelů (COI), který ve spolupráci s policií a vojenskými úřady vede vyšetřování, vyslal své lidi 3. ledna 2025 do prezidentské rezidence v Soulu na základě zatykače vydaného soudem poté, co se Jun třikrát nedostavil k výslechu. Desítkám vyšetřovatelů úřadu a policistů se podařilo přes dav Junových příznivců vystoupit do prezidentského sídla, v cestě k hlavě státu jim však zabránila prezidentova ochranka. Úřad pro vyšetřování korupce několik hodin poté vydal prohlášení, podle něhož snahy o zatčení zanechal. Důvodem byly obavy o bezpečnost pracovníků na místě zásahu. Prezidentovi právníci zatykač označili za nezákonný a tvrdí, že úřad pro vyšetřování korupce nemá pravomoc o něj žádat. Soud však 5. ledna tyto námitky odmítl a platnost zatykače potvrdil. Následně 8. ledna prezident souhlasil se svým zatčením. K tomu došlo 15. ledna, kdy proběhl druhý zásah v prezidentské rezidenci. Ten trval několik hodin a zúčastnily se ho stovky vyšetřovatelů, kteří pronikli do areálu sídla prezidenta, přestože se kolem Junova sídla opět sešel dav jeho příznivců, který se v přístupu snažil zabránit. Následně se dostali i do samotné rezidence, kde prezidenta zadrželi a převezli k výslechu, po kterém byl vzat do vazby. Stal se tak prvním úřadujícím prezidentem Jižní Koreje, který byl zatčen. Dne 18. ledna došlo ke střetům mezi Junovými stoupenci a policií před Západním okresním soudem v Soulu. Situace vyústila ve vniknutí demonstrantů do soudní budovy poté, co bylo rozhodnuto o prodloužení Junovy vazby.

### Řízení před Ústavním soudem

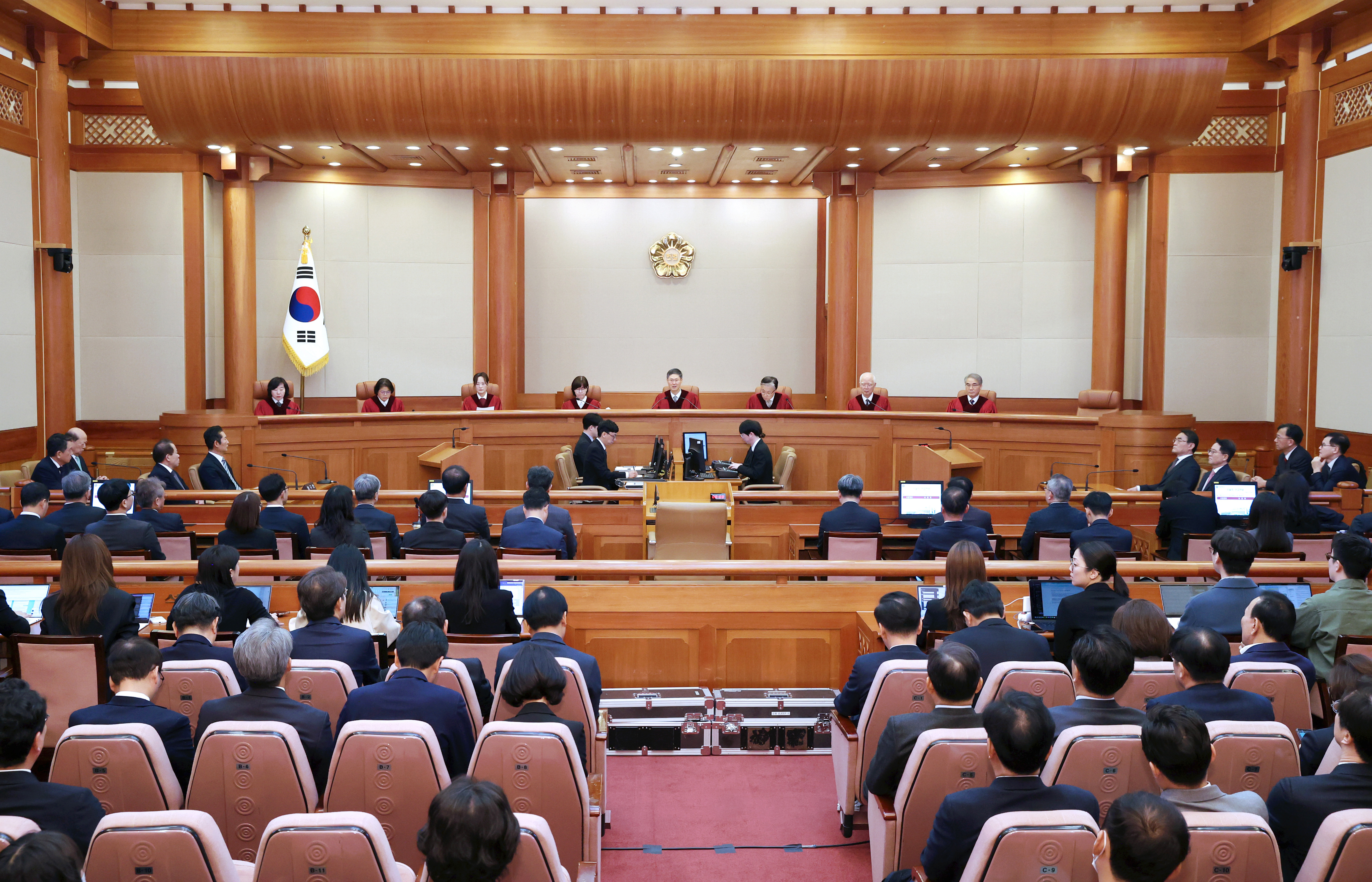
Ústavní soud vynáší rozsudek, který zbavuje Juna prezidentského mandátu, 4. dubna 2025.

Již den před Junovým zatčením, dne 14. ledna 2025 se Ústavní soud poprvé zabýval otázkou, zda bude prezident Jun formálně zbaven úřadu. Jednání bylo odročeno, neboť nemohlo pokračovat bez Junovy osobní přítomnosti. První slyšení před Ústavním soudem za Junovy přítomnosti se konalo 21. ledna. Během slyšení, které trvalo téměř dvě hodiny, Jun a jeho právníci tvrdili, že nařízení o stanném právu bylo „formalitou, která neměla být vykonána“ a jeho pokus pozastavit civilní vládu byl legitimním „aktem vládnutí“ v reakci na volební podvod, s odkazem na volby do národního shromáždění loni v dubnu, které opozice drtivě vyhrála. Jun veřejně neposkytl důkazy na podporu těchto tvrzení. Zástupci obžaloby, kteří byli vybráni parlamentem označili Junovu obhajobu za velmi rozporuplnou, iracionální a nesrozumitelnou. Dne 20. února během ústavního slyšení právník Kim Hong-il kritizoval Junovo zatčení, s tím, že vyhlášení stanného práva „nemělo za cíl paralyzovat stát“, ale mělo „upozornit veřejnost na národní krizi způsobenou legislativní diktaturou dominantní opoziční strany“.
Dne 25. února se Jun veřejně omluvil během závěrečného dne ústavního řízení, přičemž i nadále obhajoval své činy. Téhož dne advokát Národního shromáždění I Kwang-pom přirovnal Juna k bývalým prezidentům Pak Čong-huimu a Čon Du-hwanovi. Označil vyhlášení stanného práva za „diktátorské“. Jun oponoval, že nikdy neměl v úmyslu zavést plné stanné právo, nýbrž chtěl „varovat národ před zneužitím parlamentní většiny opoziční Demokratickou stranou“. Také odmítl, že by jednal z osobního prospěchu, s tím, že by pro něj bylo „jednodušší jen vyčkat do konce mandátu“. Proces skončil po 73 dnech celkem 11 slyšeními a výslechy 16 svědků.
Dne 4. dubna ústavní soud rozhodl hlasy všech osmi soudců o odvolání Juna z funkce prezidenta a o konání nových voleb do dvou měsíců. V přímém přenosu přečetl úřadující předseda soudu Mun Hjong-pe rozhodnutí. Po vynesení rozsudku vyšly do ulic Soulu tisíce stoupenců opozice, kteří uspořádali oslavný pochod městem. Před sídlem bývalého prezidenta se zároveň shromáždily tisíce jeho příznivců, kteří vyjadřovali nesouhlas s rozhodnutím soudu. Úřady přijaly bezpečnostní opatření s ohledem na možné nepokoje, v pohotovosti byly nasazeny tisíce policistů. Dne 7. dubna vláda stanovila datum konání předčasných voleb na 3. června. V těch uspěl lídr Demokratické strany a jeden z hlavních Junových oponentů I Če-mjong, který se ujal funkce následujícího dne.

### Trestní stíhání
V lednu 2025 vyšetřovatelé podali prokuratuře návrh na obžalobu ve dvou bodech, a to vzpoura a zneužití moci. Dne 26. ledna jim prokuratura vyhověla v jednom bodě a podala obžalobu ze vzpoury. Po Junově odvolání z úřadu pak 1. května prokuratura podala obžalobu i v druhém bodě. V případě odsouzení Junovi hrozí až doživotní trest. Případ byl přidělen 25. trestnímu senátu Centrálního okresního soudu v Soulu, který se rovněž zabývá obviněními v souvislosti se stanným právem vůči Kim Jong-hjunovi, Čo Či-hovi a Kim Pong-sikovi. Dne 20. února oficiálně začal Junův trestní proces, čímž se stal prvním úřadujícím prezidentem Jižní Koreje, který čelil trestnímu stíhání.
Dne 4. února požádal Junův obhajovací tým soud o zrušení vazby. Dne 8. března soud rozhodl o Junově propuštění z vazby na základě právních a procesních důvodů, přičemž vyhověl námitce o nezákonnosti vyšetřování vedeného protikorupčním úřadem. Žalobci se proti rozhodnutí neodvolali. Po propuštění z detenčního centra Jun Sok-jol poděkoval soudu za rozhodnutí a vyzval své příznivce, aby ukončili hladovku, kterou vedli na podporu jeho osvobození.
Na základě zatykače vydaného soudem v Soulu byl Jun 10. července 2025 vzat do vazby podruhé, z důvodu obav, že by mohl ničit důkazy. O měsíc později, 12. srpna, byla do vazby vzata i Junova manželka Kim Kon-hi, na základě podezření z porušení zákona o kapitálovém trhu, o politických fondech a o přijímání úplatků za zprostředkování. Podle prokuratuty mezi lety 2009 až 2012 manipulovala s cenami akcií společnosti Deutsch Motors, prodejce vozů BMW v Jižní Koreji. Údajně se také vměšovala do nominací kandidátů manželovy strany pro volby v letech 2022 a 2024 a přijímala luxusní dary v hodnotě několika milionů wonů. Jde o první případ v korejské historii, kde došlo k uvěznění současně bývalého prezidenta i první dámy.